# Свитанок (Нежинский район)
Свитанок (укр. Світанок) — посёлок в Нежинском районе Черниговской области Украины. Население 646 человек. Занимает площадь 1,135 км².
Код КОАТУУ: 7423388301. Почтовый индекс: 16672. Телефонный код: +380 4631.

## Власть
Орган местного самоуправления — Свитанковский сельский совет. Почтовый адрес: 16672, Черниговская обл., Нежинский р-н, п. Свитанок, ул. М. Свитайло, 19.